# Matteo Patacca
Matteo Patacca (* 5. Januar 2004 in Pescara) ist ein italienischer Motorradrennfahrer.

## Statistik

### In der Supersport-Weltmeisterschaft
(Stand: Saisonende 2021)
| Saison | Team                     | Motorrad       | Rennen | Siege | Zweiter | Dritter | Poles | Schn. Runden | Punkte | Ergebnis |
| ------ | ------------------------ | -------------- | ------ | ----- | ------- | ------- | ----- | ------------ | ------ | -------- |
| 2021   | Bike e Motor Racing Team | Yamaha YZF-R 6 | 4      | –     | –       | –       | –     | –            | 7      | 33.      |
| Gesamt | Gesamt                   | Gesamt         | 4      | 0     | 0       | 0       | 0     | 0            | 7      |          |